# 张家榤
张家榤（Cheong Chia Chieh），马来西亚华裔创业家，马来西亚霹雳州金宝人。现任Resource Holding ManagementLimited总裁。于2009年获颁“世界杰出青年华商”奖以及“马来西亚2009安永企业家奖”。曾任中国广东省侨联青年委员会第一届及第二届委员会常委。
成功主导Resource Holding ManagementLimited (曾用名：RedHot Media International Limited）英国伦敦证交所上市项目（股票代码：RHM)
·成功主导RHM集团同吉隆坡证交所上市公司PUC Founder (MSC) Berhad（中国方正集团旗下马来西亚上市公司，马来西亚吉隆坡证交所交易代码：0007）合并项目
·成功带领RHM集团成为英国伦敦证交所挂牌亚洲企业中股票交易量第二大企业

## 人物简介
张家榤出生于马来西亚霹雳州怡保，1978年至1984年就读于马来西亚金宝中华小学，1984年至1989年就读于马来西亚槟城锺灵中学，并于1992年进入马来西亚博特拉大学 (UPM) 攻读电脑资讯专业。1994年成立了首家公司，名为思维电脑与软件（马）有限公司。在1996年受邀成为马来西亚雪兰莪州政府经济行动理事会常务委员，协助推动雪兰莪州的工业、投资与发展建设，并于1999年获颁马来西亚雪兰莪周苏丹陛下授予的Darjah Kebesaran Setia Mahkota Selangor (S.M.S) 勋衔。
2000年，张家榤被聘为南洋报业集团（Nanyang Press Holdings Berhad）旗下南洋线上有限公司（Nanyang Online Sdn Bhd ）首席执行长，负责开拓互联网上业务，同时也被南洋报业集团委任为集团投资策略顾问、集团行销委员会主席、集团发行委员会行政会成员，负责监督及管理集团旗下2份日报及20本杂志的广告销售及发行。2004年，以管理层收购方式成立RHM集团，并创立RHM AxChange商业模式。这一商业模式使得弘悦媒体（Redhot Media Sdn Bhd）在2005年获得APICTA亚太区ICT大奖(Asia Pacific ICT Awards )，并在2007年荣获德勤亚太区高科技高成长500强企业奖(Awarded Deloitte Technology Fast 500 Asia Pacific Company)。 
2008年9月26日，RHM集团在英国伦敦证券交易所（LSE：RHM)正式挂牌上市，随后展开积极的并购活动，先后并购华媒易购集团公司（中国北京）、智讯传媒集团公司（中国上海）及奧士卡国际集团公司（马来西亚）。2009年2月，由于RHM集团被马来西亚创业投资协会（Malaysian Venture Capital  Association ,“MVCA”)  授予2008年度最佳首次公开募股上市企业奖。同时RHM集团也凭借其股价在整个股市大环境不佳时逆市上扬的优异表现，在由英国Growth Company Investor Ltd对于英国伦敦证券交易所上市企业评估的2008年度综合排名中位列第七。
在2009年10月25日结束的由世界华商组织联盟主办，澳门贸易投资促进局合作，中国国际贺易促进委员会、台湾商业总会等协办的第六届世界华商高峰会上，张家榤先生与中国上好佳董事长施学理、美国长好房地产总裁徐亚光等其他12位来自世界各地的杰出青年华商一起获得了“世界杰出青年华商”奖的殊荣，并接受了由澳门特首何厚铧颁发的奖杯和证书。而在同年12月15日，他又因杰出的商业成就，荣获了由马来西亚副首相丹斯里慕尤丁亲自颁发的“马来西亚2009安永企业家奖”（Malaysia’s Ernst & Young Entrepreneur of the year 2009）。
2010年张家榤先生先后陪同马来西亚科技部部长拿督斯里Maximus博士以及马来西亚财政部副部长拿督林祥才先生就促进中马两国经贸及科技合作事宜访华。并于2010年11月17日代表RHM集团在出席与中国方正集团共同举行的新闻发布会上就RHM集团反向并购（RTO）中国方正集团旗下大马方正 (MSC) 股份有限公司(KLSE:0007)项目与大马方正签署了正式协议。这一举措也同时标志着RHM集团同时在马来西亚证交所市场挂牌上市项目的正式启动。
2011年张家榤带领RHM集团在积极推进大马上市项目的同时，逐步拓展上游产业链，使得RHM由原来的媒体经纪逐步变身为媒体本身（户外广告媒体）的所有者。并开始尝试将自身独特的“AxChange”商业模式与LBS（Location－Based Services）技术，智能手机应用技术以及在线支付技术相结合，以期整合并创造出全新的基于用户体验的“AxChange Interactive Media” 互动媒体营销平台。
2012年4月，RHM正式向马来西亚证券交易所委员会递交反向并购中国方正集团旗下大马方正 (MSC) 股份有限公司(KLSE:0007)的申请。同月由于RHM集团2011年国际性业务拓展方面的出色表现，被马来西亚创业投资协会（Malaysian Venture Capital  Association ,“MVCA”)  授予2011年度全球化业务拓展企业奖。集团重点发展的“AxChange Interactive Media” 互动媒体营销平台项目也获得了马来西亚政府科技部基金（Technofund）的全力支持。

## 曾任或现任职务
- 思维电脑与软件（马）有限公司董事长
- 马来西亚经济雪兰莪州政府经济行动理事会常务委员
- 中国广东省侨联青年委员会第一届及第二届委员会常委
- 南洋线上有限公司（Nanyang Online Sdn Bhd ）首席执行长
- 马来西亚著名上市企业丰隆集团投资策略顾问、集团行销委员会主席、集团发行委员会行政会成员
- RHM集团创始人，总裁

## 人物评价
2009年10月25日由世界华商组织联盟主办，澳门贸易投资促进局合作，中国国际贺易促进委员会、台湾商业总会等协办的第六届世界华商高峰会上，获得了“世界杰出青年华商”奖的殊荣
2009年12月15日，因杰出的商业成就，获颁“马来西亚2009安永企业家奖”殊荣（Malaysia’s Ernst & Young Entrepreneur of the year 2009）

## 外部連結
- 弘悦（RHM）集团的官方网站 （页面存档备份，存于）
- 张家榤先生的官方博客 （页面存档备份，存于）
- '世界華商高峰會頒大獎‧4大馬人膺傑出青年華商' 星洲日报 （页面存档备份，存于）
- 'Malaysia’s Ernst & Young Entrepreneur Of The Year® 2009
- 听听他们成功的故事.南洋网[永久]
- Malaysian companies continue to make their mark about Awarded Deloitte Technology Fast 500 Asia Pacific Company Archive.today的存檔，存档日期2013-01-22
- 'Expanding at red-hot pace' the star online
- 方正、弘悦国际合作及反向并购(RTO)项目 腾讯财经 Archive.today的存檔，存档日期2013-01-31
- 'RedHot Media to tap PUC’s China ties' The Edge
- MVCA award
- AIM London stock exchange
- 马来西亚证券交易所上市提交公告
- 'This Malaysian dynamo could double from here' Money Week
- 京华时报对并购北京华媒易购集团公司的报道 （页面存档备份，存于）